# Maria Josep Estanyol i Fuentes
Maria Josep Estanyol i Fuentes   (Barcelona, 15 de desembre de 1950) és una filòloga catalana.

## Trajectòria

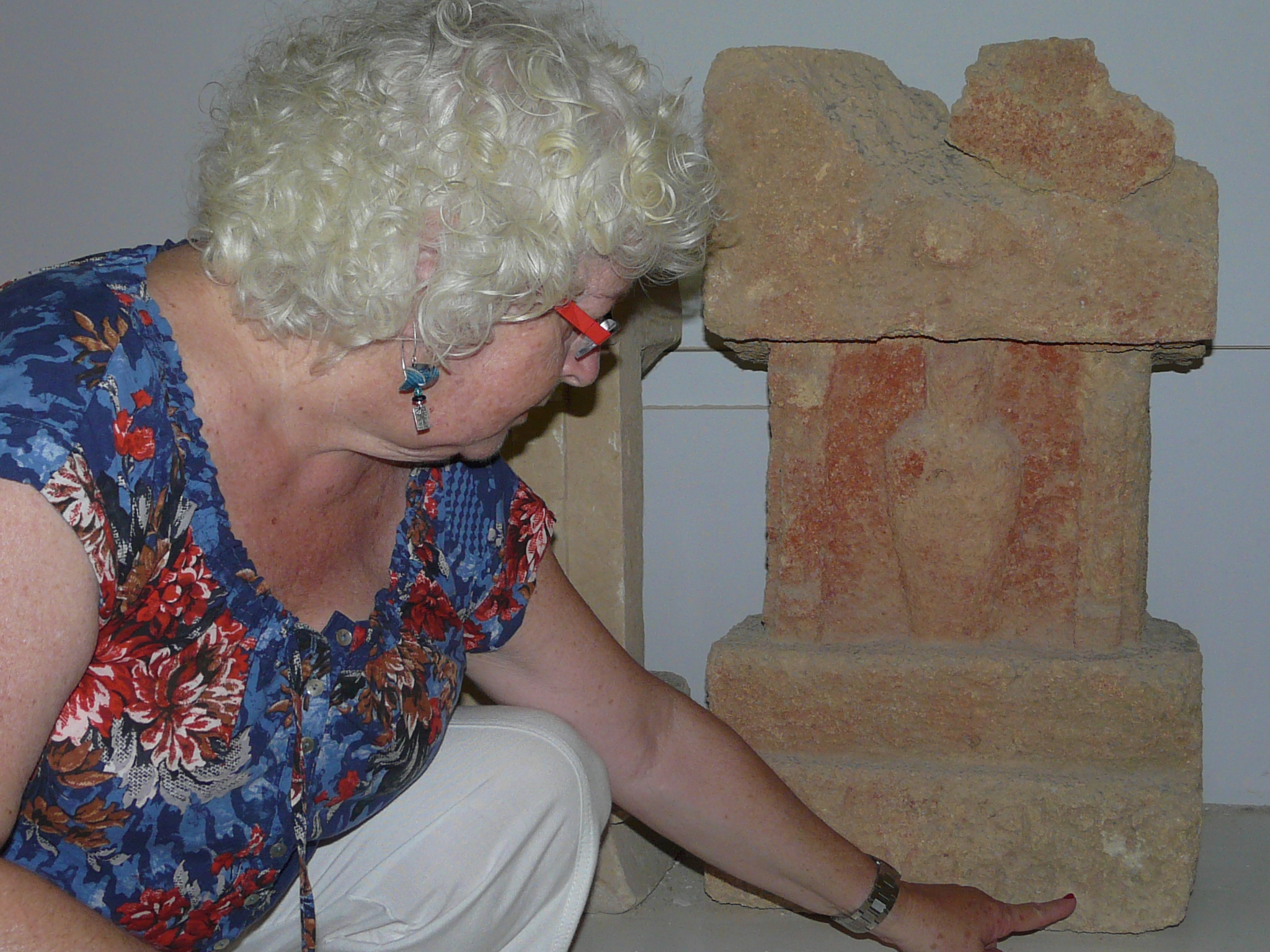
Inspeccionant una estela a Mòtia

Llicenciada en Arqueologia del Pròxim Orient i doctora en Filologia Semítica (secció d'estudis hebreus i arameus) per la Universitat de Barcelona, des del 1974 hi ha impartit classes de cultura i llengua fenícia. Ha fet recerques sobre de la filologia i epigrafia fenícies, així com l'estudi del judaisme i la història dels jueus catalans des del punt de vista històric i filològic.
És membre de l'Associació d'Escriptors en Llengua Catalana, de la Societat Catalana d'Estudis Hebraics i de l'Institut d'Estudis Món Juïc.

## Obres
- Vocabulario Fenicio, 1980.
- Diccionari abreujat fenici-català, 1997
- Gramàtica fenícia. 1996
- Glossari de terminologia del judaisme, 1996
- Arqueologia de Palestina Textos i mapes, 1997
- Corpus de las inscripciones fenícias púnicas y neopúnicas de España, 1986.
- Judaisme a Catalunya avui. 2002.
- Els jueus catalans. 2010[6]
- El primer estel. autoeditat, 2014
- Velos de seda. autoeditat, 2019
- L'hort d'en Baldiri. autoeditat, 2019.
- Immigració, religions i societat (editora), 2010.[7]
- Miscel·lània Judaica (editora), 2013.[8]
- La prima stella. autoeditat. 2020.